# Dimény Imre
Dimény Imre (Komolló, 1922. augusztus 3. – Budapest, 2017. március 15.) Széchenyi-díjas magyar agrármérnök, politikus, a Magyar Tudományos Akadémia rendes tagja. 1967 és 1975 között földművelésügyi és élelmezésügyi miniszter. Lánya Dimény Judit kertészmérnök.

## Tanulmányai
Édesapja négy elemit végzett, ám rendkívül olvasott és tájékozott ember volt. Édesanyja tizenhat gyermeket szült, akik közül többen nem maradtak életben, Dimény Imre volt a harmadik a születettek sorában. Az elemi iskoláját szülőhelyén, a Háromszék vármegyei Komollón 1928-1933 között végezte el. A középiskoláit pedig Sepsiszentgyörgyön (1933-1937) és Gyergyószentmiklóson (1937-1941), ahol érettségizett. Ezután a Kolozsvári Gazdasági Akadémia (1941-1944) és a Kolozsvári Mezőgazdasági Főiskola (1944-1945) hallgatója lett.

## Életpályája

### Mezőgazdaság-irányítás
Az egyetem elvégzése után 1945 és 1975 között a mezőgazdasági igazgatás különböző területein tevékenykedett. 1945-től gazdasági felügyelő volt Nagylétán, majd 4 év múlva, 1949-1950-ben Berettyóújfaluban a Bihar megyei Mezőgazdasági Igazgatóság előadójává nevezték ki. 1950-től a Gépállomások Szabolcs-Szatmár megyei Központjának főagronómusa, majd 1951-ben Budapestre került a Földművelésügyi Minisztériumba, a Gépállomások Főigazgatóságára, ahol előbb osztályvezető, majd főosztályvezető-helyettes volt. 1954-1955-ben a Hajdú-Bihar megyei Mezőgazdasági Igazgatóság igazgatójává nevezték ki, 1955-ben pedig ismét Budapestre helyezték osztályvezetőként az Országos Tervhivatal Mezőgazdasági Főosztályára, majd elnökhelyettes lett az Országos Tervhivatalban 1960 és 1962 között. 1963-tól három évig osztályvezetőként dolgozott az MSZMP KB mellett működő mezőgazdasági osztálynál, s egyidejűleg az MSzMP KB póttagja is volt. Mezőgazdasági és élelmezésügyi miniszteri posztot töltött be a Fock-kormányban 1967. április 14-étől 1975. május 15-éig, 1975. május 15-étől 1975. július 4-éig pedig a Lázár-kormányban, s a Központi Bizottság tagja volt.

### Oktatói pályafutása
1975-től az oktatás területén működött. A Kertészeti és Élelmiszeripari Egyetemen 1975-től egyetemi tanár és tanszékvezető volt egészen 1991-ig, 1975-1986-ig a rektori posztot is betöltötte. Megszervezte az Ökonómiai Intézetet, melynek igazgatója volt. Az egyetemhez kapcsolta az Országos Szőlészeti és Borászati Kutató Intézetet. 1992-től a SZIE Élelmiszertudományi Kar, élelmiszeripari gazdaságtan tanszék tudományos tanácsadója és 1995-től professzor emeritus. Tárgyai: agrárgazdaságtan, vállalati gazdaságtan, műszaki fejlesztés, gépesítés gazdaságtana, agrárinnováció.
Tudományos tevékenysége már mezőgazdaság-irányítási munkája mellett megkezdődött. 1953-1958 között Erdei Ferenc levelező aspiránsa volt, 1960-ban a mezőgazdasági tudomány kandidátusa fokozatot és az egyetemi doktori címet szerezte meg. 1962-1975 között a Gödöllői Agrártudományi Egyetem címzetes egyetemi tanára.
1993-2000-ig a Gödöllői Agrártudományi Egyetem, a Kertészeti és Élelmiszeripari Egyetem Doktori Tanácsának, továbbá a Debreceni Agrártudományi Egyetem és a Kertészeti és Élelmiszeripari Egyetem Habilitációs Bizottságának tagja volt. 2000-ben és 2001-ben a Szent István Egyetem Doktori Bizottságának elnöke volt (agrárműszaki, agrár-közgazdasági és interdiszciplináris tudományterületen).
1972-ben akadémiai doktori fokozatot szerzett, 1982-ben az MTA levelező, 1990-ben pedig rendes tagjává választották.
1976-tól a Magyar Tudományos Akadémia Agrárműszaki Bizottságában elnök, a Tudományos Minősítő Bizottságban bizottsági elnök volt 32 alkalommal, illetve opponens 29 alkalommal.
1976-tól tagként az MTA Agrár-közgazdasági Bizottságában működött, 1995-2000 között az akadémia Doktori Tanácsa Agrárökonómiai Szakbizottságának is tagja volt.
Az Állami- és Kossuth-díj Bizottságban 1967-1991-ig tagként, ugyanitt a mezőgazdasági albizottságban elnökként munkálkodott.
A Magyar Agrártudományi Egyesület Agrárgazdasági Társaságának 1961 és 1980 között az elnöki, magának a Magyar Agrártudományi Egyesületnek pedig 1963-1991 között az alelnöki posztját töltötte be.
Nemzetközi agrártudományi és agrár-közgazdasági egyesületeknek, így a Centre International de Gestion Rurale (CIGR) Magyar Nemzeti Bizottságának, az International Society for Horticultural Science-nak (ISHS) és az European Association of Agricultural Economists-nak (EAAE) is tagja.
Tevékenyen részt vett bizottsági tagként egyes mezőgazdaság-tudományi folyóiratok szerkesztésében is: az Acta Agronomica Hungarica című folyóiratéban 1975-től, az MTA Agrártudományok Osztálya Tájékoztatójának szerkesztésében 1990-től, 1980 és 1991 között tagként a Tudomány és mezőgazdaság, 1988-1992 között pedig párhuzamosan az Agrárvilág szerkesztő bizottságában elnökként tevékenykedett.
Sokat publikált, 15 tudományos könyvet, monográfiát írt, a tudományos cikkeinek száma meghaladja a 200-at, a népszerűsítő cikkeké, illetve a tudományos jellegű előadásoké pedig eléri a 300-at.
Dimény Imre 2017-ben hunyt el életének 95. életévében.

## Munkássága
Mezőgazdaság-igazgatási területen eltöltött éveinek eredményeképpen az 1965-1975 közötti időszak a magyar mezőgazdaság virágzó korszakává válhatott. Az ekkor lejátszódó agrárreform a gépberuházások támogatásával meggyorsította a műszaki fejlesztést és a hazai mezőgépgyártást is erőteljesen fejlesztette. A termelésben mind meghatározóbbá vált a rendszerszemlélet, a nemzetközi integráció pedig lehetővé tette a hatékony műszaki fejlesztést, a mennyiség növelése mellett a minőség javítását. Intézkedéseivel elősegítette, hogy a gépesítés színvonala egyes területeken megközelítette az akkori fejlett mezőgazdasággal rendelkező nyugati országok szintjét.
Miniszterként a kutatásfejlesztési eredmények gyakorlati bevezetését szakmailag és pénzügyileg is támogatta. Ideje alatt indultak el az úgynevezett ágazati termelési rendszerek a mezőgazdaságban, és ezen belül a kertészetben. Az érdekeltség érvényesülését az áru- és pénzviszonyok közé helyezte, a kistermelésnek a nagyüzemek általi integrálásával mindkét oldal kölcsönös előnyökhöz jutott, bevezették a nagyüzemi eszközök kistermelőknek való bérbeadását, az állatok kihelyezését, az ipari tevékenységet szabaddá tették a téeszek, az erdőgazdaságok, az állami gazdaságok számára.
Az agrár felsőfokú intézmények fejlesztésében 1961-től vett intenzíven részt. Jelentős szerepe volt az agráregyetemek és főiskolák 1970-es években történt nagyarányú fejlesztésében. Kezdeményezője volt az agrárfőiskolák egyetemekké való fejlesztésének is.
Elkötelezett támogatója volt az egyetemi diákszerveződéseknek, többek között a Kertészeti Egyetem Klubjának (KEK), a néptáncegyüttesnek.

### Kutatható iratanyaga
Miniszteri működési időszakából 8,28 iratfolyóméternyi (69 doboznyi), maradandó értékűnek minősített iratanyaga került az Országos Levéltár, mai nevén Magyar Nemzeti Levéltár Országos Levéltára őrizetébe, ahol az a XIX-K-9-aw törzsszámon kutatható.

## Művei
- A gépesítés ökonómiája a mezőgazdaságban, Akadémiai Kiadó 1971, 236 p.
- Mezőgazdaságunk és a műszaki fejlesztés, Kossuth Könyvkiadó, 1973, 183 p.
- Az állattartás gépesítésének ökonómiája, Akadémiai Kiadó, 1973, 249 p.
- A gépesítésfejlesztés ökonómiája a mezőgazdaságban, Akadémiai Kiadó, 1975, 507 p.
- A gépesítésfejlesztés a kertészeti ágazatokban, Akadémiai Kiadó, 1981, 227 p.
- A kertgazdaság vállalati alapjai, Mezőgazdasági Kiadó, 1983, 262 p.
- A mezőgazdasági gépesítésfejlesztés eredményei és új irányai : akadémiai székfoglaló 1982. december 1. Akadémiai Kiadó, 1984
- A kertgazdaság ökonómiai alapjai, Akadémiai Kiadó, 1989, 565 p.
- Élelmiszergazdasági erőforrások hatékonyságának javítása, Akadémiai Kiadó, 1992, 197 p.
- A műszaki fejlesztés ökonómiai összefüggései a mezőgazdaságban: akadémiai székfoglaló: 1990. november 6. Akadémiai Kiadó, 1992
- A vertikális kapcsolatok fejlesztésének összefüggései. In: Gazdálkodás, 1994, 5. 21-27 p. (társszerző: Rédai István)
- Agrárpolitikai megfontolások és a műszaki fejlesztés, Debreceni Agrártudományi Egyetem Tiszántúli Mezőgazdasági Tudományos Napok Ökonómiai Szekció, Debrecen 1999, 3-10. p.
- (Társsz.: Kovács Ferenc– Szűcs István): A mezőgazdaság szerepe a halmozottan hátrányos helyzetű térségek fejlesztésénél, MTA Agrártudományok Osztálya, Budapest, 1999. 245. p.
- (Társsz.: Széles Gyula – Szűcs István): Korszakváltások és kihívások az agrár-közgazdasági tudományokban, MTA Agrártudományok Osztályának 2001. évi Tájékoztatója, Budapest, 2001. 73-82. p.
- Kozma Pál, a szőlészet tudós professzora. In: Csoma Zsigmond-Balogh István: Millenniumi Szőlő-boros könyv; Agroinform, Budapest, 2000. 592-599. p.
- Zárszó helyett, a hazai agrárpolitika tanulságai és lehetőségei, FM-MTA Agrártudományok Osztálya, Budapest, 1998. 116-122. p.
- A mezőgazdaság sikeressége a 60-as, 70-es években. In: Nagy János – Kovács János „Személyiségek a magyar agráriumban” 79-105. p. Debrecen, 2005
- Göröngyös út. Dimény Imre életútja; szerk., riporter Varga Zsuzsanna; Kossuth, Budapest, 2017

A MOKKA-ODR nyilvántartásában 101 mű szerzőjeként szerepel.

## Díjai
- Munka Érdemrend arany fokozat (1973. április 4.)
- Szocialista Magyarországért Érdemrend (60. születésnapja alkalmából, 1982)
- Honoris causa doktor (díszdoktor): Gödöllői Agrártudományi Egyetem (1994), Kertészeti és Élelmiszeripari Egyetem (1997), Pannon Agrártudományi Egyetem (1997), Debreceni Agrártudományi Egyetem (1999), Nyugat-Magyarországi Egyetem (2006)
- Tiszteletbeli polgár a Debreceni Agrártudományi Egyetemen, 1995
- Honoris causa pro scientia (TDK) 1995
- Eötvös Loránd-díj (1986)
- MTESZ díj
- Tessedik Sámuel-díj
- Erdei Ferenc-díj
- Ifjúsági díj
- Arany János Közalapítvány Darányi Ignác szakkuratóriumi díj (1998)
- SZIE-aranyérem (2002)
- FAO-érdemérem (2003)
- A Magyar Köztársasági Érdemrend középkeresztje (2003)
- Széchenyi-díj (2007)